# Walter Burley Griffin
Pour les articles homonymes, voir Walter Griffin et Griffin.
Walter Burley Griffin (né le 24 novembre 1876 à Maywood dans l'Illinois et mort le 11 février 1937 à Lucknow en Inde, d'une péritonite) était un architecte et un paysagiste américain connu surtout pour son rôle dans la conception de la ville nouvelle de Canberra, la capitale fédérale de l'Australie. On lui doit cependant d'autres concepts comme le développement des maisons en forme de « L », la première conception d'auvents pour abriter les voitures et les premières utilisations du béton armé pour les maisons particulières. Influencé par la Prairie School de Chicago, Griffin développa un style de construction moderne unique en son genre. Il travailla pendant la plus grande partie de son existence en association avec sa femme Marion Mahony Griffin. Pendant les 28 ans de leur association, ils conçurent plus de 350 immeubles, sites paysagers ou projets urbains et inventèrent de nouveaux matériaux de construction, aménagements intérieurs, meubles et accessoires de maison.

## Jeunesse
Walter Burley Griffin est né en 1876 en banlieue de Chicago. Il était l'ainé des quatre enfants de George Walter Griffin, un agent d'assurances, et d'Estelle Griffin. Sa famille déménagea d'abord à Oak Park puis à Elmhurst pendant son enfance. Enfant, il s'intéressa très tôt à la conception de sites paysagers et de jardins et ses parents lui permirent d'aménager à sa convenance le jardin de leur maison d'Elmhurst. Griffin fit ses études supérieures à l'Oak Park High School. Il envisageait d'être paysagiste mais le concepteur paysagiste O. C. Simonds le convainquit de trouver un métier plus lucratif. 

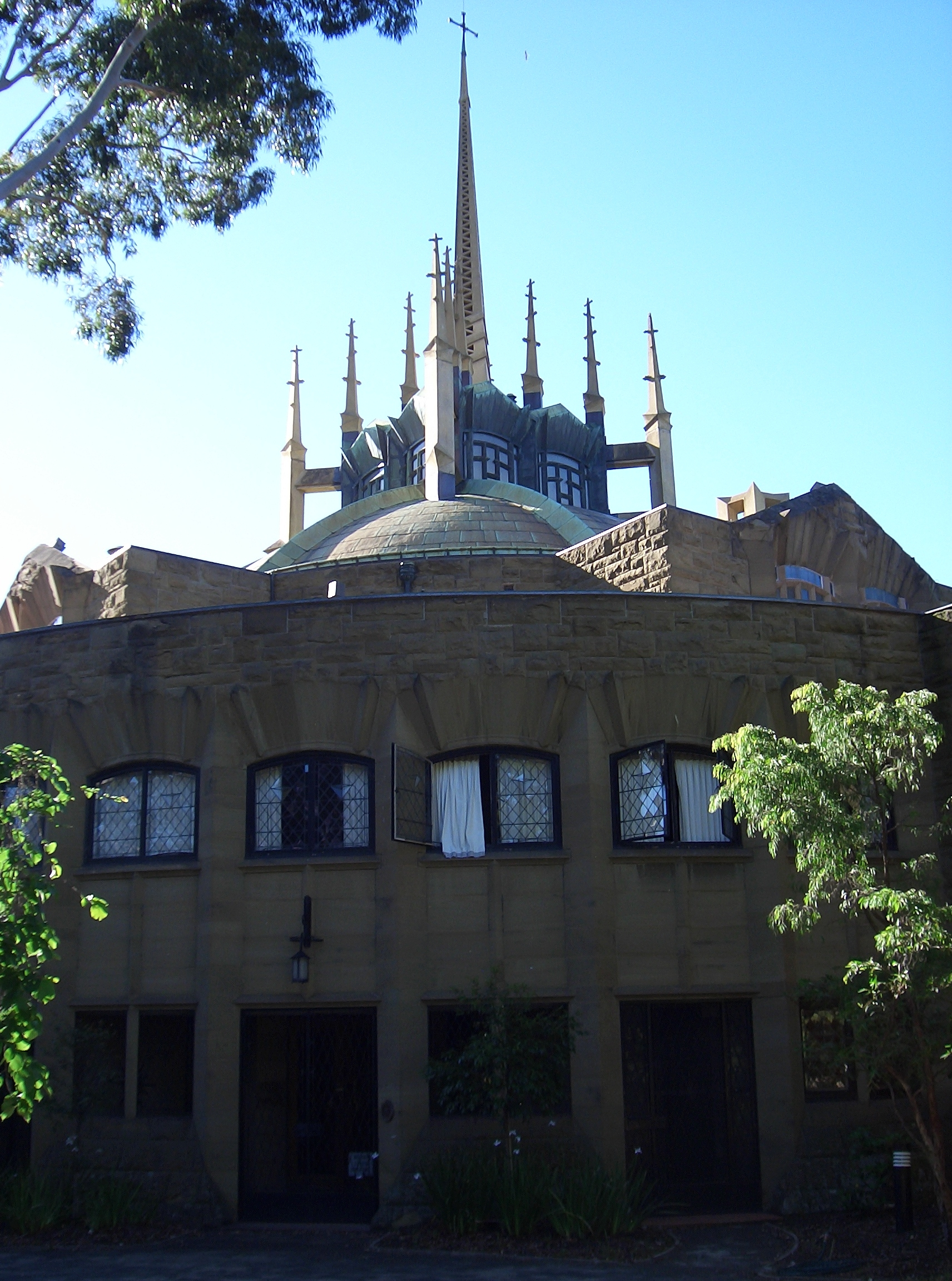
Le "Newman College"
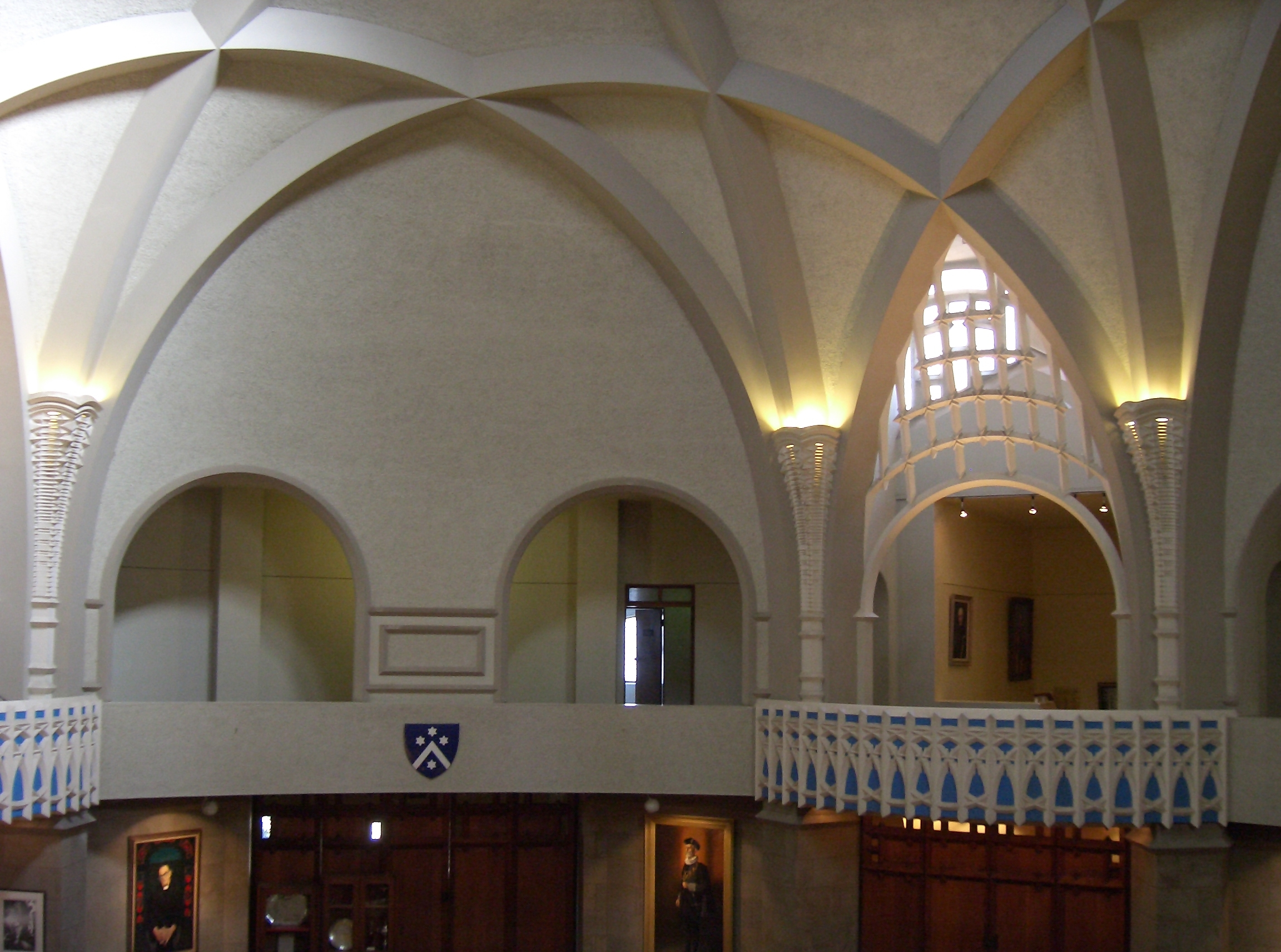
Le réfectoire du "Newman College"
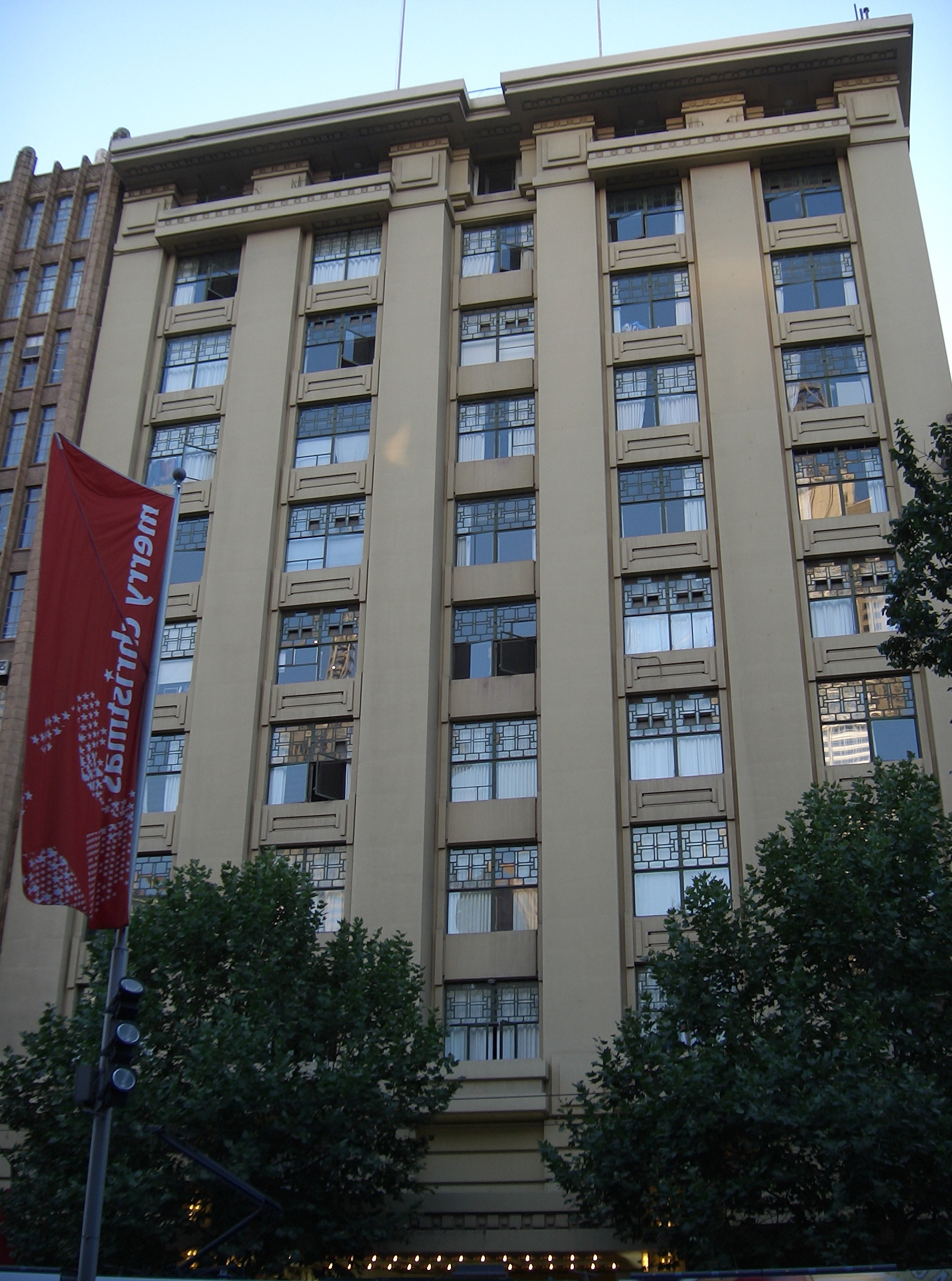
Le "Capitol Theatre"

## Pour approfondir
- Brooks, H. Allen, Frank Lloyd Wright and the Prairie School, Braziller (in association with the Cooper-Hewitt Museum), New York 1984;  (ISBN 0807610844)
- Brooks, H. Allen, The Prairie School, W.W. Norton, New York 2006;   (ISBN 039373191X)
- Brooks, H. Allen (editor), Prairie School Architecture: Studies from "The Western Architect", University of Toronto Press, Toronto, Buffalo 1975;   (ISBN 0802021387)
- Brooks, H. Allen, The Prairie School: Frank Lloyd Wright and his Midwest Contemporaries, University of Toronto Press, Toronto 1972;   (ISBN 0802052517)

### Expositions en ligne
- Walter Burley Griffin: in his own right, Public Broadcasting Service
- An Ideal City? The 1912 Competition to Design Canberra une exposition en ligne développée par les archives nationales australiennes, la bibliothèque nationale australienne et la National Capital Authority